# Montanhas Augusta
As Montanhas Augusta são uma pequena cordilheira nos condados de Pershing, Churchill e Lander, em Nevada.A nordeste, a cordilheira se funde com a cordilheira Fish Creek. Ao norte, em Jersey Valley, fica a cordilheira Tobin e a oeste, em Dixie Valley, fica a cordilheira Stillwater. As montanhas alpinas do clã e a cordilheira New Pass ficam ao sul e a leste, através do Vale do Antelope, estão a montanha Ravenswood e a cordilheira Shoshone.
A Faixa está incluída na Área de Estudo da Região Selvagem das Montanhas Augusta, de 89.372 acres (361,68 km2).